# 100641 Cledassou
100641 Cledassou este o planetă minoră (asteroid) din centura de asteroizi. A fost descoperită pe 3 noiembrie 1997 la osservatorio astronomico di Sormano⁠(d) de Valter Giuliani⁠(d). 
Obiectul prezintă o orbită caracterizată de o semiaxă mare de 2,604610121236 UAi, o excentricitate de 0,16051609780133, o înclinație de 29,949590896173 ° în raport cu ecliptica.